# کمال سواح
کمال سواح (انگلیسی: Kamal Sowah؛ زادهٔ ۹ ژانویهٔ ۲۰۰۰) بازیکن فوتبال اهل غنا است.
از باشگاه‌هایی که در آن بازی کرده‌است می‌توان به باشگاه فوتبال اود-هورلی لوون، باشگاه فوتبال آزد آلکمار، و باشگاه فوتبال لستر سیتی اشاره کرد.